# Вапно (гміна)
Гміна Ва́пно (пол. Gmina Wapno) — сільська гміна у північно-західній Польщі. Належить до Вонґровецького повіту Великопольського воєводства. Адміністративний центр — село Вапно.
Станом на 31 грудня 2011 у гміні проживало 3117 осіб.

## Територія
Згідно з даними за 2007 рік площа гміни становила 44,19 км², у тому числі:
- орні землі: 83,00 %
- ліси: 8,00 %

Таким чином, площа гміни становить 4,25 % площі повіту.

## Населення
Станом на 31 грудня 2011:
| Опис     | Загалом | Загалом | Чоловіки | Чоловіки | Жінки | Жінки |
| -------- | ------- | ------- | -------- | -------- | ----- | ----- |
| одиниця  | осіб    | %       | осіб     | %        | осіб  | %     |
| все      | 3117    | 100     | 1534     | 49,21    | 1583  | 50.79 |
| міське   | 0       | 100     | 0        |          | 0     |       |
| сільське | 3117    | 100     | 1534     | 49,21    | 1583  | 50.79 |

## Сусідні гміни
Гміна Вапно межує з такими гмінами: Ґоланьч, Дамаславек, Жнін, Кциня.